# Víctor Hugo Cruz
Víctor Hugo Cruz (Ciudad de Guatemala, 1938) fue un dramaturgo guatemalteco.
Comenzó su carrera como actor en 1958, en el Teatro de Arte Universitario (TAU). Es declamador, director teatral y técnico. Ha escrito obras de teatro con las cuales ha ganado tres premios en los Juegos Florales Centroamericanos de Quezaltenango: Dos y dos son cinco (1971); De frente, March (1973), y Smog (1974). También escribió El benemérito pueblo de Villabuena (1973), con la que ganó el VI Festival de Cultura en Antigua Guatemala, en 1974.